# Vișani

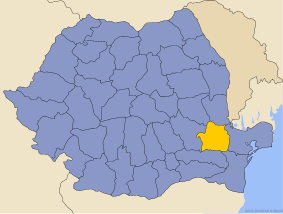
Localização do distrito de Brăila, Romênia.

Vişani é uma comuna romena localizada no distrito de Brăila, na região de Muntênia. A comuna possui uma área de 77.10 km² e sua população era de 2676 habitantes segundo o censo de 2007.